# Líder (supermercado)
Líder es una cadena de supermercados e hipermercados chilena, nacida en 1995 y que pertenecen al grupo chileno/estadounidense Walmart Chile.

## Historia
La marca nació como un nuevo formato de Distribución y Servicio (D&S) en septiembre de 1995, llamado originalmente Ekono Líder, ya que se planteó como una ampliación de los locales Ekono, que eran básicamente, en ese entonces, un gran galpón con productos a bajo costo dado el volumen de compra y el gran tamaño de los formatos de venta. El primer local de este formato fue el de la avenida General Velásquez, en la comuna de Estación Central, y posteriormente se inauguraron los locales de Puente Alto y avenida Pajaritos en Maipú (que fue el primero en llevar la marca Líder como tal).
En 1996, D&S adquirió los supermercados Fullmarket y uno de ellos es convertido al formato Líder.

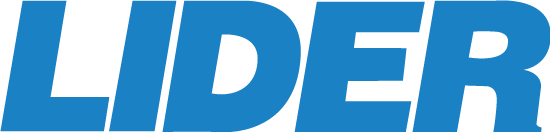
Antiguo logo de Líder (1995-2011).

En 2001, Líder entró a la zona oriente de Santiago con un nuevo concepto de hipermercado enfocado al servicio y a la variedad de producto, bajo el nombre de Líder Mercado. En ese año, se reconvierte los locales Ekono con mayor superficie pero menores a las de un Líder tradicional bajo el formato Líder Vecino. Este formato era de hipermercados compactos, con una menor selección de mercadería general para competir en zonas en donde no se justifica la presencia de un hipermercado tradicional (barrios residenciales y ciudades pequeñas).
Líder también tuvo una cadena de farmacias, llamada FarmaLíder, creada en 2001 y que estaban ubicadas dentro de sus locales. En 2007 pasaron a ser parte de Farmacias Ahumada, siendo los locales reconvertidos como sucursales de esta última compañía.
En 2003, el Líder Mercado pasa a denominarse simplemente Líder, y las marcas Ekono y Almac desaparecen, y pasan a llamarse Líder Express. Posteriormente, en enero de 2007, la compañía reviviría la marca Ekono como supermercados de ahorro; los Líder pasan a llamarse Híper Líder, debido a su estatus de hipermercado, los Líder Vecino dejan de existir (pasando a ser remodelados y reconvertidos en Híper Líder) y los Líder Express son renombrados como Express de Líder.
En 2008, D&S fue comprada por la minorista estadounidense Walmart, pasando a llamarse Walmart Chile desde finales de 2010. El nombre de Híper Líder volvió a cambiarse a Líder y se cambió su logo, emulando el de Walmart a fines de 2011.
En octubre de 2017, Walmart anuncia que pondrá fin a la marca Ekono, pasando gran parte de sus locales a ser Express de Líder durante 2018.

## Formatos

### Líder

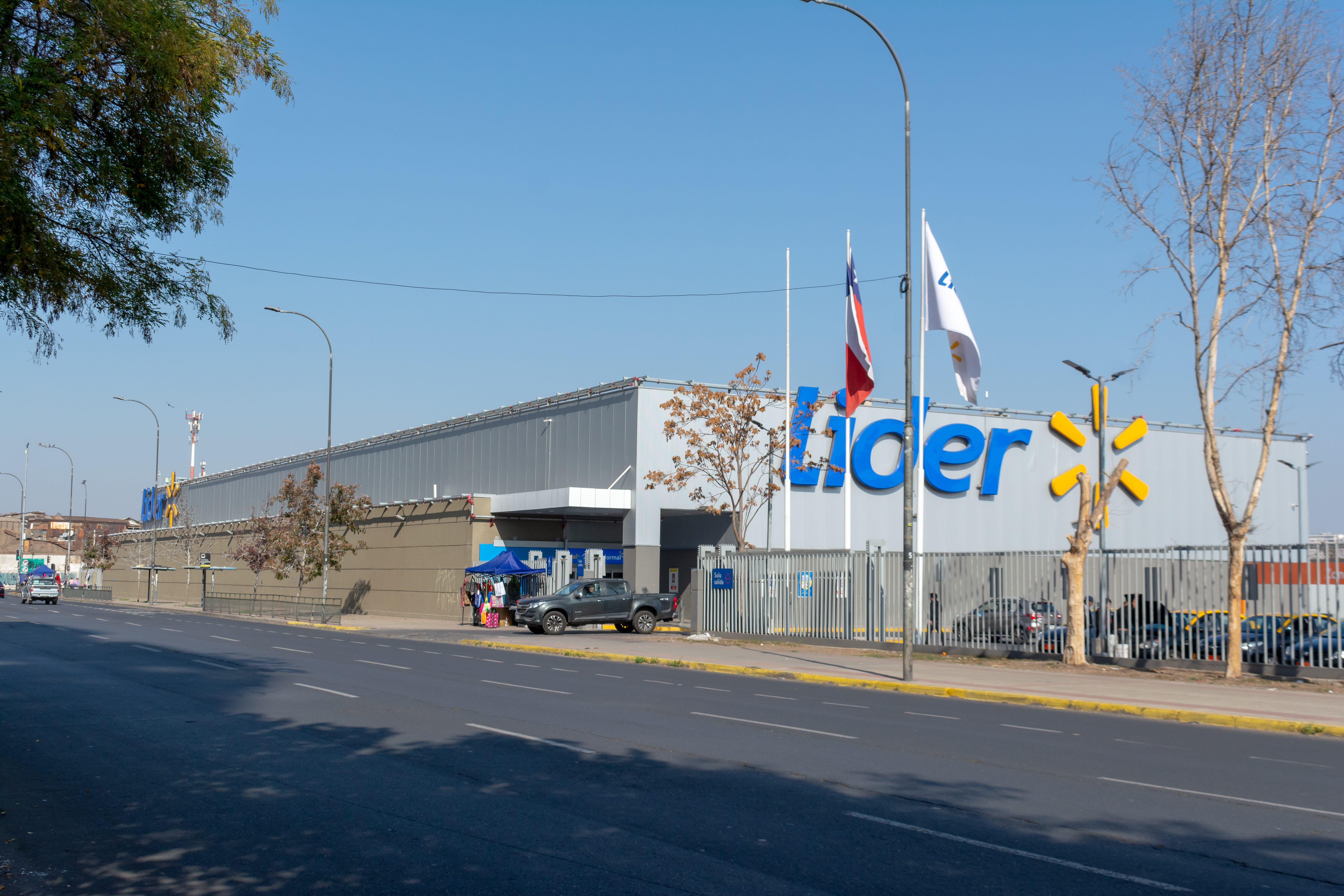
Exterior de Líder Matucana, en Quinta Normal, Santiago.

Es el formato hipermercado de Líder. Inicialmente estaban divididos como Líder (la mayor parte de los hipermercados) y Líder Vecino (algunos locales en Santiago y en ciudades de regiones no capitales). En octubre de 2007, fusionaron ambas líneas para llamarla únicamente Hiper Líder, pero luego de la compra de Walmart, volvieron a denominarse simplemente Líder. Posee un amplio espacio de venta de unos 10 000 m², con gran variedad de productos en hogar, electrodomésticos, electrónica, textiles, ferretería y juguetes, además de las líneas tradicionales de comestibles, todo con una propuesta económica.
Se enfoca a segmentos emergentes de la población que buscan satisfacer todas sus necesidades de compra. Es el formato hipermercado económico de la compañía, y existe bajo este nombre desde 1995.
Los hipermercados Líder se caracterizan por ocupar puntos estratégicos en la intersección de vías importantes, por tener amplios espacios para estacionamientos, y porque se desarrollan en conjunto con una serie de tiendas complementarias que ofrecen variados servicios, tales como videoclubs, comida rápida, lavasecos, farmacias y salas de cine, entre otras.
Es el competidor directo de los hipermercados Jumbo, perteneciente a la multinacional chilena Cencosud.

### Express de Líder

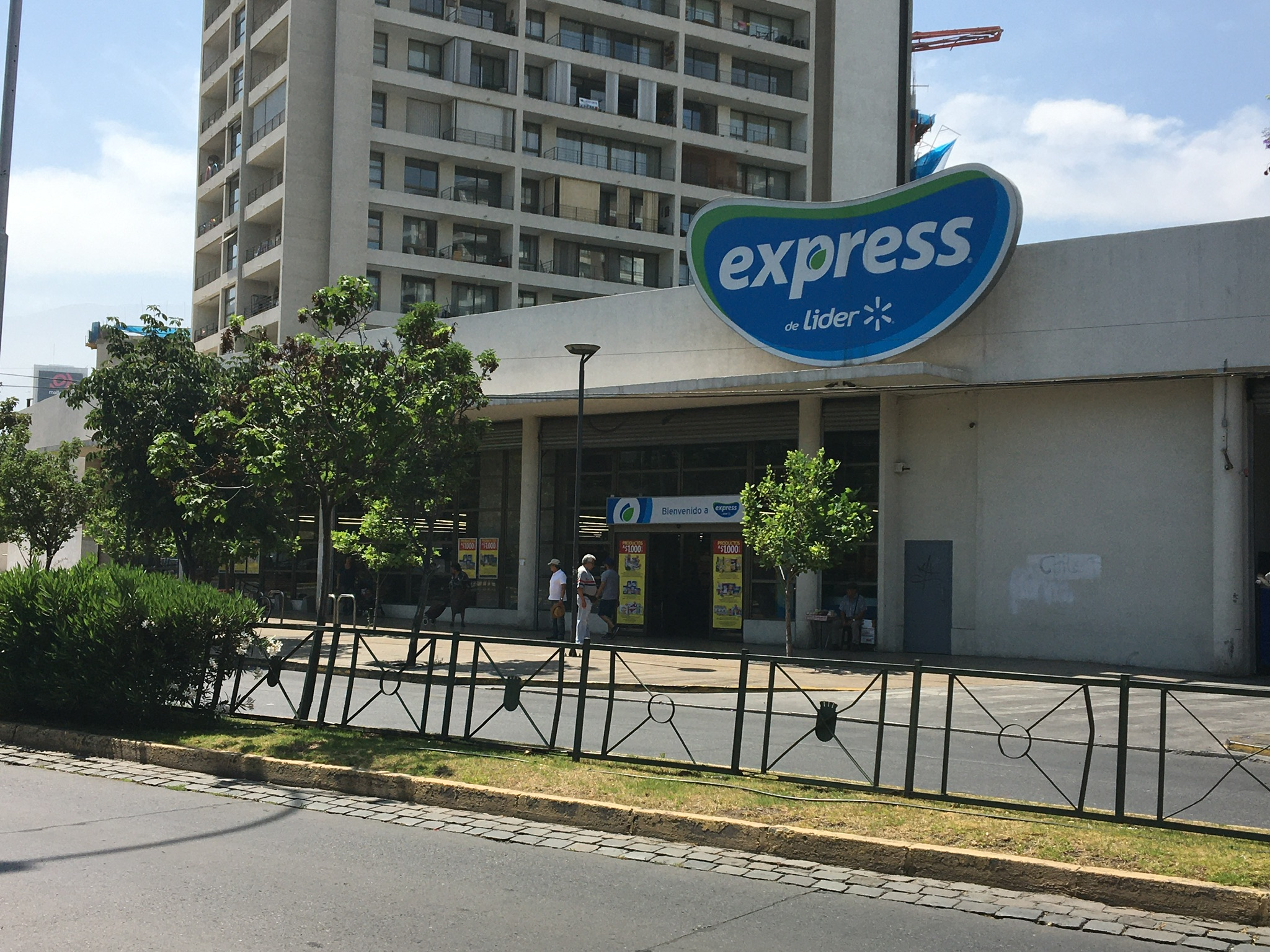
Express de Líder Plaza Egaña, en Ñuñoa.

Este formato, inicialmente llamado Líder Express, se inició en septiembre de 2003, bajo el renombre de los supermercados Almac y algunos Ekono. A partir de marzo de 2007, se inició un cambio de formato que incluyó el cambio de nombre de Líder Express a Express de Líder, inaugurando el primer local con este formato en La Dehesa. Este cambio también afectó a algunos locales Líder Vecino.
Su sala de ventas tiene un tamaño cercano a los 1500 metros cuadrados. Su surtido de ventas es de alrededor de 12.000 productos, de los cuales un 95% corresponde a comestibles, enfatizando la calidad de los perecederos (frutas, verduras, fiambrería y carnes) y la comida preparada, con una menor proporción de artículos no comestibles, y sin presencia de bienes durables como electrónica o línea blanca.